# Hans Ulrich (Schauspieler)
Hans Ulrich Dzialas (* 30. Juni 1903 in Obernigk, Kreis Trebnitz, Provinz Schlesien; † 12. Februar 1993 in Lüneburg) war ein deutscher Schauspieler.

## Leben
Ulrich besuchte ein humanistisches Gymnasium und erhielt anschließend, zu Beginn der 1920er Jahre, seine künstlerische Ausbildung bei dem Schauspieler Walter Werner und Eduard von Winterstein. Seinen Theatereinstand gab Ulrich 1925 an den Barnowsky-Bühnen, wo er eine Spielzeit blieb. Es folgten Verpflichtungen nach Stuttgart (Schauspielhaus), Gotha (Landestheater), Dresden (Albert-Theater), Trier (Stadttheater), Hanau (Stadttheater), Frankfurt an der Oder (Stadttheater) sowie an zahlreiche Berliner Bühnen (Staatstheater, Jürgen-Fehling-Theater, Theater am Schiffbauerdamm, Komödie, Renaissancetheater, Volksbühne). Bereits frühzeitig wirkte Hans Ulrich auch an Rundfunksendungen in Stuttgart, Frankfurt am Main, Leipzig sowie beim Reichsrundfunk Berlin und, nach dem Zweiten Weltkrieg, dem RIAS und dem NWDR mit.
Noch in der NS-Zeit spielte der Künstler mit dem schmalen Gesicht erstmals sporadisch in Kinofilmen mit, doch trat Ulrich erst nach dem Krieg vor die Kamera, vorwiegend in Fernsehproduktionen. Rollen in Kinoinszenierungen besaßen eher Seltenheitswert. Ulrich verkörperte die gesamte Rollenpalette eines klassischen Nebendarstellers: Er spielte einen Bauernführer wie einen General, einen Untersuchungsrichter wie einen Bankangestellten, einen Lehrer wie einen Kapitän. In dem ambitionierten Dokumentarspiel über die kurzlebige Münchner Räterepublik, Rotmord, von Peter Zadek und Tankred Dorst übernahm er 1969 mit dem Reichswehrminister Gustav Noske eine Schlüsselrolle. Nach 1972 trat Ulrich kaum mehr vor die Kamera.
Hans Ulrich hat auch als Synchronsprecher gearbeitet.

## Filmografie (Auswahl)
- 1934: Wir parken, wo es uns gefällt
- 1939: Heimatland
- 1941: Der Gasmann
- 1946: Freies Land
- 1949: Der Biberpelz
- 1950: 0 Uhr 15 Zimmer 9
- 1954: Carola Lamberti – Eine vom Zirkus
- 1957: Die letzte Nacht (Fernsehfilm)
- 1959: Fernsehpitaval: Der Fall Jakubowski (Fernsehfilmreihe, 1 Folge)
- 1960: Der Diener zweier Herren (Fernsehfilm)
- 1960: Komödie der Irrungen (Fernsehfilm)
- 1962: Egmont (Fernsehfilm)
- 1964: Das Kriminalgericht (Fernsehfilm Vierteiler, Teil 1)
- 1965: Die verschlossene Tür (Fernsehfilm)
- 1965: Der Raub der Sabinerinnen (Fernsehfilm)
- 1966: Trauer muß Elektra tragen (Fernsehfilm)
- 1966: Der Fall Angelika (Fernsehfilm)
- 1966: Der schwarze Freitag (Fernsehfilm)
- 1967: Dreizehn Briefe (Fernsehserie, 1 Folge)
- 1967: Egmont (Fernsehfilm)
- 1968: Ein Sarg für Mr. Holloway (Fernsehfilm)
- 1968–1972: Dem Täter auf der Spur (Fernsehfilmreihe, 3 Folgen)
- 1969: Rotmord (Fernsehfilm)
- 1969: Marinemeuterei 1917 (Fernsehfilm)
- 1971: Deutschstunde (Fernsehfilm)
- 1971: Geschäfte mit Plückhahn (Fernsehfilm)
- 1972: Der Illegale (Fernsehfilm Dreiteiler, 2 Teile)
- 1972: Die Dreigroschenoper (Fernsehfilm)
- 1972: Wir 13 sind 17 (Fernsehserie, eine Folge)
- 1974: Griseldis (Fernsehfilm)
- 1979: Ein Kapitel für sich (Fernsehfilm Dreiteiler, Teil 1)